# 1735
| 1735               |
| ------------------ |
| Dødsfald - Fødsler |
| • Begivenheder     |

| Gregoriansk kalender | 1735 MDCCXXXV           |
| Ab urbe condita      | 2488                    |
| Armensk kalender     | 1184 ԹՎ ՌՃՁԴ            |
| Kinesiske kalender   | 4431 – 4432 甲寅 – 乙卯 |
| Etiopisk kalender    | 1727 – 1728             |
| Jødisk kalender      | 5495 – 5496             |
| Hindukalendere       |                         |
| - Vikram Samvat      | 1790 – 1791             |
| - Shaka Samvat       | 1657 – 1658             |
| - Kali Yuga          | 4836 – 4837             |
| Iransk kalender      | 1113 – 1114             |
| Islamisk kalender    | 1148 – 1149             |

Konge i Danmark: Christian 6. 1730-1746
Se også 1735 (tal)

## Begivenheder
- For at sikre høje priser på dansk korn indførtes et forbud mod kornimport; Det gik især ud over Norge, der var ret afhængige af importeret korn
- 10. juni - Christian 6. udsteder en fundats for Vemmetofte adelige jomfrukloster på baggrund af prinsesse Sophie Hedevigs testamente
- 22. september - som den første engelske premierminister flytter Robert Walpole ind i 10 Downing Street, 5 minutters gang fra parlamentet

## Født
- 1. januar – Paul Revere, sølvsmed og medunderskriver af den den amerikanske uafhængighedserklæring (død 1818).
- 28. august - Andreas Peter Bernstorff, greve og Danmarks udenrigsminister i to perioder; 1773-80 og 1784 til sin død i 1797.
- 30. oktober – John Adams, USAs 2. præsident 1797-1801 (død 1826).